# Резолюция Совета Безопасности ООН 869
Резолюция Совета Безопасности Организации Объединённых Наций 869 (код — S/RES/869), принятая 30 сентября 1993 года подтвердила резолюцию 743 (1992) и последующие резолюции, касающиеся Сил Организации Объединённых Наций по защите (UNPROFOR), Совет продлил их мандат ещё на 24 часа до 1 октября 1993 года.
Совет подтвердил свою решимость обеспечить безопасность UNPROFOR и свободу передвижения для всех его миссий в Боснии и Герцеговине и в Хорватии.
За принятие резолюции проголосовали все постоянные (Китайская Народная Республика, Французская Республика, Российская Федерация, Соединённое Королевство Великобритании и Северной Ирландии, Соединённые Штаты Америки) и непостоянные (Федеративная Республика Бразилия, Республика Кабо-Верде, Республика Джибути, Королевство Испания, Венгрия, Государство Япония, Королевство Марокко, Новая Зеландия, Исламская Республика Пакистан, Боливарианская Республика Венесуэла) члены СБ ООН.